# Милош Гилић
Милош Гилић Мићо (Вилац, код Подгорице, 1918 – Велмеј, код Охрида, 29. април 1944), учесник Народноослободилачке борбе и народни херој Југославије.

## Биографија
Рођен је 1918. године у селу Вилац, код Подгорице, у племену Братоножићи. Потицао је из сиромашне сељачке породице. Прве дане свог детињства провео је у родном селу, а касније се са родитељима преселио у Витомирицу, код Пећи. Основну школу завршио је у Витомирици, а гимназију у Пећи.
Још као ученик гимназије прикључио се омладинском револуционарном покрету. Посебно се истицао у повезивању школске и сеоске омладине. Нако одласка у Београд, где се уписао на Технички факултет, активирао се у студентском револуционарном покрету, а 1937. године је примљен у чланство Комунистичке партије Југославије (КПЈ). Био је један од организатора и активних учесника многих демонстрација студената Београдског универзитета, али и штрајкова београдских радника. Био је активан у ширењу летака и револуционарне штампе, међу омладином и пропагирању комунистичких идеја.
Био је учесник познатих демонстрација у Пећи, 1940. године. Због своје револуционарне активности, био је забележен у полицијској архиви, па је често био хапшен и прогањан. Непосредно пред почетак Другог светског рата, 1941. године био је изабран за члана Месног комитета КПЈ за Пећ. Након окупације Југославије, радио је на припремању народа за оружани устанак. Посебно се ангажовао на стварању првих борбених и диверзантских група и њиховом оспособљавању за оружану борбу. Поред тога, радио је и на организовању сакупљања помоћи за интерниране припаднике Народноослободилачког покрета (НОП) и њихове породице.
Почетком 1942. године био је изабран за секретара Среског комитета КПЈ за Пећ. Као секретар активно је радио на јачању и учвршћивању партијских организација на територији Пећког среза, као и ширењу Народноослободилачког покрета на Косову и Метохији. Јуна 1942. године био је ухапшен и затворен у затвору у Пећи. Током истраге, био је страховито мучен, али никога није одао. С групом ухапшених припадника НОП-а, из пећког затвора био је пребачен у концентрациони логор у Тирани. Одатле је почетком 1943. године је пребачен у затвор у Призрену.
И поред тешких услова у затворима и логору, био је веома активан међу затвореницима и логорашима. Заједно с групом завореника, чланова и симпатизера НОП-а, у ноћи 25. марта 1943. године је успео да побегне из затвора, кроз канал који су прокопали испод затворских зидина. Након бекства из затвора, наставио је да активно ради на јачању оружане борбе, као и партијских организација. Ускоро потом је био изабран за члана Обласног комитета КПЈ за Косово и Метохију.
Као истакнути партијски руководилац и организатор оружане бробе, био је упућен у Македонију, да тамо помогне у раду. Најпре је боравио у Малесији, у области Дебарца, у западној Македонији. Тамо је активни радио на организовању оружане борбе, а потом је био постављен за политичког комесара Групе косовско-метохијских батаљона. Поред учешћа у оружаним борбама, где се истицао храброшћу, доста је политички радио међу борцима и народом — објашњавао им је циљеве Народноослободилачког покрета, а посебно политику братства и јединства међу Србима, Црногорцима, Албанцима и Турцима на Косову и Метохији и Македонији.
Погинуо је 29. априла 1944. године приликом напада бугарских јединица из Охрида и Ресена на Прву македонско-косовску бригаду у близини села Велмеја.
Указом председника Федертивне Народне Републике Југославије Јосипа Броза Тита, 27. новембра 1953. године, проглашен је за народног хероја.